# Formica fennica
Formica fennica é uma espécie de formiga do gênero Formica, pertencente à subfamília Formicinae.